# Ludwig-Windthorst-Schule Hannover

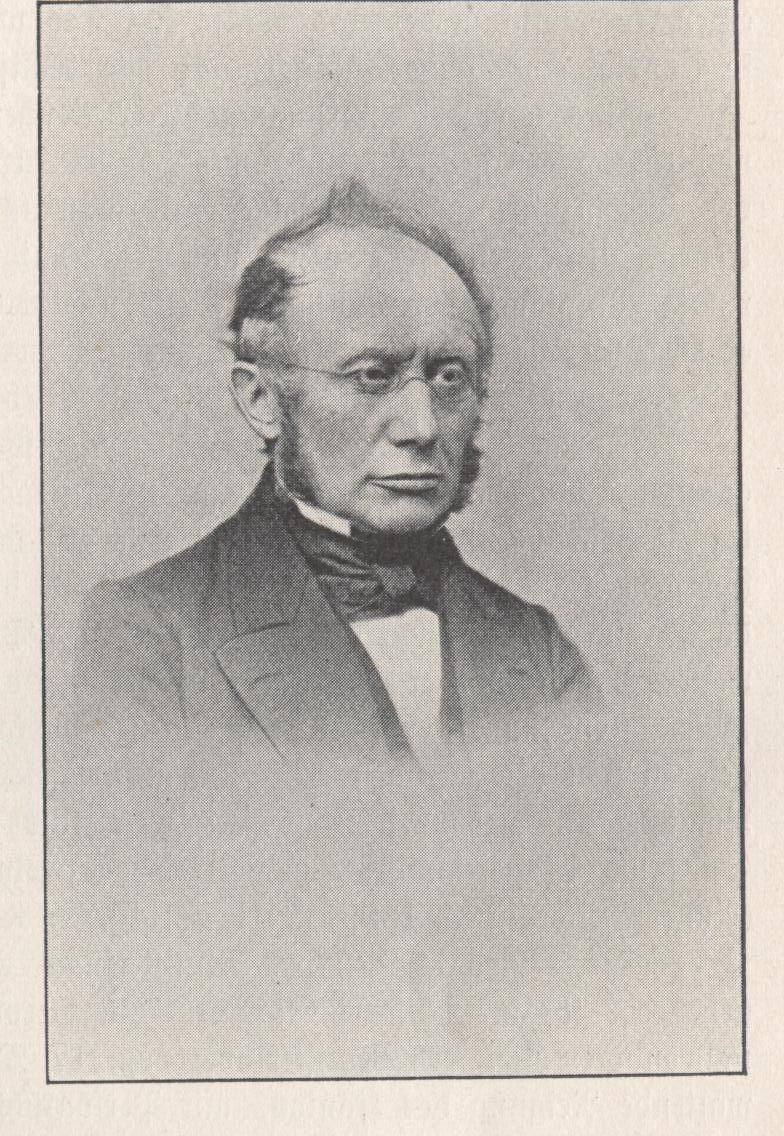
Ludwig Windthorst, der Namensgeber der Schule

Die Ludwig-Windthorst-Schule Hannover ist eine Oberschule in Hannover. Sie ist eine Konkordatsschule in Trägerschaft der Stiftung katholische Schule des Bistums Hildesheim der römisch-katholischen Kirche. Die Schule befindet sich an der Straße Altenbekener Damm 81 im Stadtteil Südstadt. Benannt ist die Schule nach dem deutschen Politiker Ludwig Windthorst.

## Geschichte
Die Schule ging aus der 1902 als Bürgerschule 23 gegründeten katholischen Volksschule am Bonifatiusplatz im Stadtteil List hervor, die 1967 in Bonifatiusschule umbenannt wurde, und von der im Jahr 1977 die fünften bis neunten Klassen abgespalten und an ihrem neuen, jetzigen Standort als Ludwig-Windthorst-Schule neu zusammengefasst wurden, während die ersten vier Jahrgänge in Form einer Grundschule in der List verblieben. Seit dem Schuljahr 2014/15 bis Ende der 2010er Jahre ging die  Haupt- und Realschule  jahrgangsweise in eine Oberschule über.

## Profil
Die Ludwig-Windthorst-Schule ist die erste und bislang einzige Oberschule in Hannover und ebenfalls die einzige Haupt- und Realschule sowie einzige Oberschule in kirchlicher Trägerschaft in der gesamten Region Hannover. Schulleiterin ist Kerstin Marx.
Im Schuljahr 2014/15 hat die Ludwig-Windthorst-Schule Hannover nach eigenen Angaben 810 Schüler in 36 Klassen. Der Hauptschulbereich ist aktuell zweizügig, der Realschulbereich vierzügig. In der neuen Oberschule werden Schüler aller Leistungsniveaus gemeinsam sechszügig unterrichtet. Die Schüler können sich ab dem 5. Schuljahr für bestimmte Neigungsklassen entscheiden, zurzeit (2015) stehen Band-, Forscher-, Sport- und Kunst-/Theaterklassen zur Verfügung, zu diesem Zeitpunkt geplant sind Technik- und Europaklassen.
Unterrichtet wird wie für diese Schulform allgemein üblich in den Klassenstufen fünf bis zehn. An der bisherigen Halbtagsschule wurde im Schuljahr 2013/14 für den fünften Jahrgang ein Ganztagsangebot eingeführt und fortschreitend weitergeführt.
Die Schule verfügt über folgende Fach- und Arbeitsräume: 1 Gottesdienstraum, 1 Computerraum, 1 Internetcafé, 1 Physikraum, 1 Chemieraum, 1 Biologieraum, 1 Musikraum, 1 Tonstudio, 2 Werkräume, 1 Küche mit Essraum, 1 Leseclubraum, 1 Fotolabor, 1 Tischtennisraum, 1 Streitschlichterraum, 1 große Sporthalle, 1 kleine Sporthalle, 1 Aufenthaltsraum “Milchhalle”
Die Ludwig-Windthorst-Schule führt die Auszeichnungen „starke Schule“ für Vorbereitungsarbeit auf das Berufsleben (2015), "berufswahl- und ausbildungsfreundliche Schule (2012–2014) „sportfreundliche Schule“ (2010 und 2015) und „Europaschule“ sowie die schulprogrammbezogenen Titel „Comeniusschule“ und „Misereor-Schule“.
Leitspruch der Schule ist die Bibelstelle „Ich will euch Zukunft und Hoffnung geben“ (Jer 29., 11).
Die Schule ist Mitglied im Schulverbund Blick über den Zaun, einem Zusammenschluss reformpädagogisch orientierter Schulen.